# Manuchiwka
Manuchiwka (ukrainisch Манухівка; russisch Мануховка Manuchowka) ist ein Dorf in der ukrainischen Oblast Sumy mit etwa 400 Einwohnern (2001).

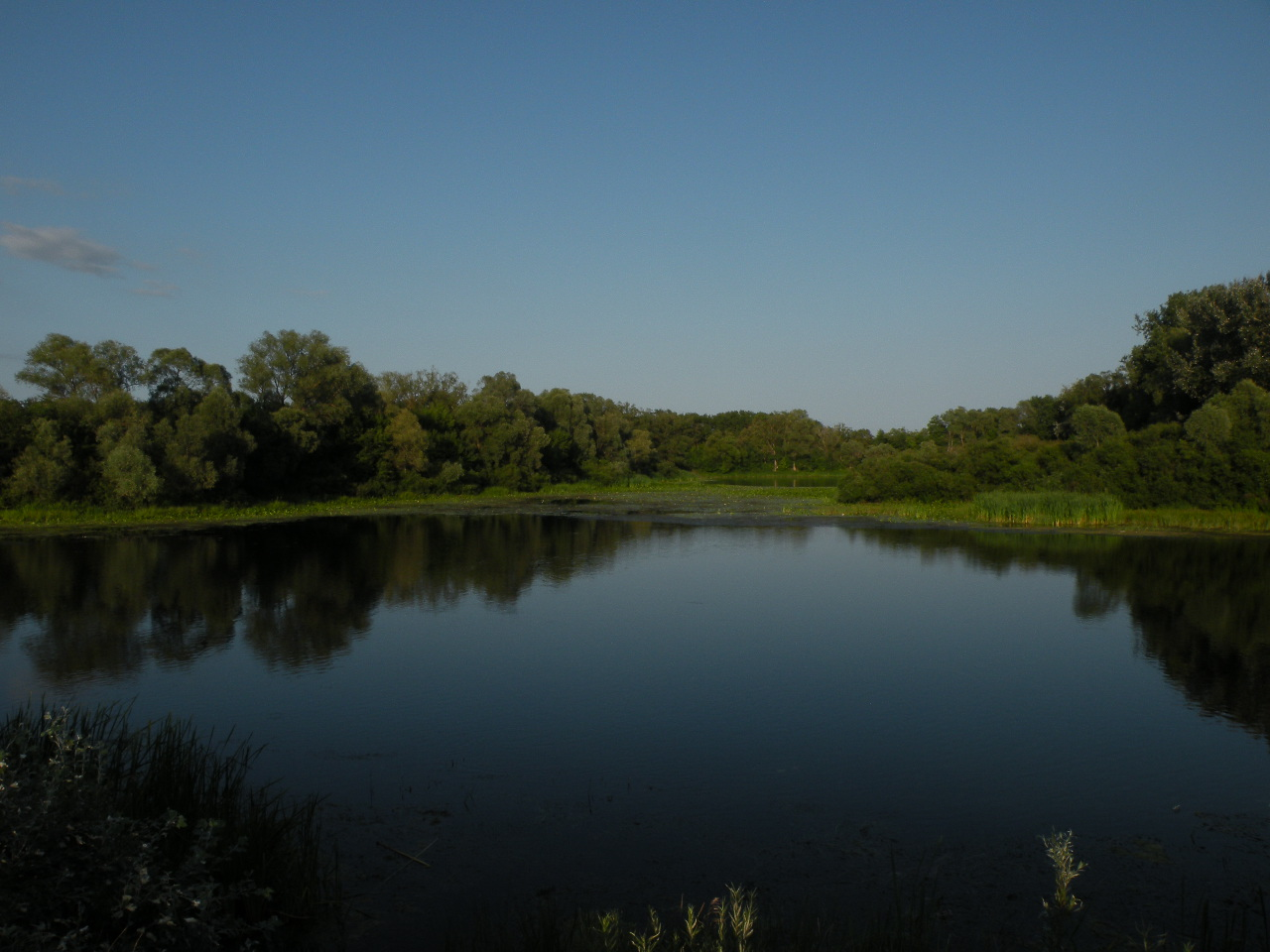
Seim bei Manuchiwka

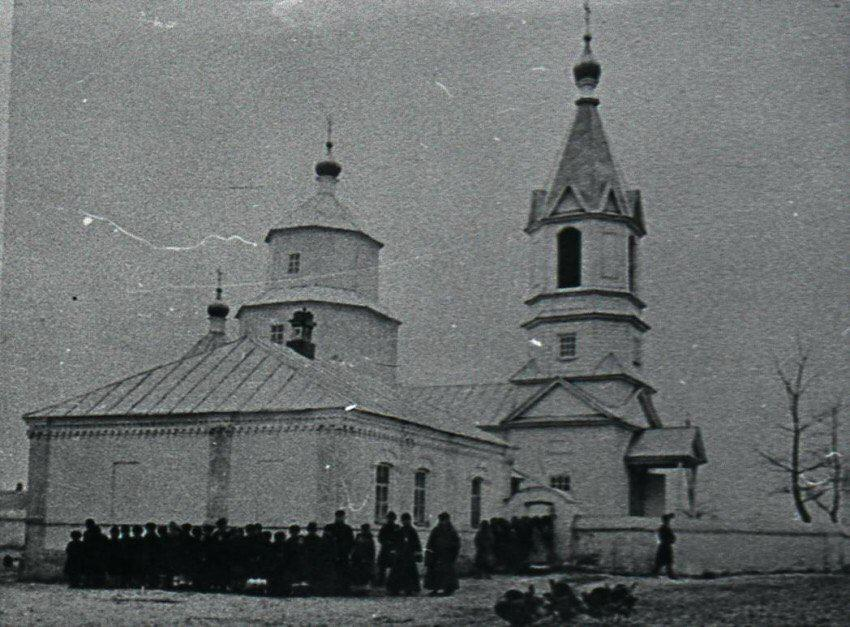
Ehemalige Kirche im Dorf

Das erstmals 1718 schriftlich erwähnte Dorf liegt auf einer Höhe von 136 m am rechten Ufer des Seim, 25 km südöstlich vom ehemaligen Rajonzentrum Putywl und etwa 80 km nordwestlich vom Oblastzentrum Sumy.
Am 12. Juni 2020 wurde das Dorf ein Teil der neugegründeten Landgemeinde Nowa Sloboda, bis dahin bildete es zusammen mit dem westlich gelegenen Dorf Iwaniwka (Іванівка) die gleichnamige Landratsgemeinde Manuchiwka (Манухівська сільська рада/Manuchiwska silska rada) im Südosten des Rajons Putywl.
Am 17. Juli 2020 kam es im Zuge einer großen Rajonsreform zum Anschluss des Rajonsgebietes an den Rajon Konotop.